# Festuca ustulata
Festuca ustulata är en gräsart som först beskrevs av Eduard Hackel och St.Yves, och fick sitt nu gällande namn av Markgr.-dann. Festuca ustulata ingår i släktet svinglar, och familjen gräs. Inga underarter finns listade i Catalogue of Life.